# E3 Prijs Vlaanderen 2009
La 52.ª edición de la clásica ciclista E3 Prijs Vlaanderen fue una carrera en Bélgica que se celebró el 28 de marzo de 2009 sobre un recorrido de 203 kilómetros con inicio y final en la ciudad de Harelbeke. 
La carrera formó parte del UCI Europe Tour 2008-2009 y fue ganada por el ciclista italiano Filippo Pozzato del Katusha.

## Clasificación final
Las clasificaciones finalizaron de la siguiente forma:
| \| Clasificación general \| Clasificación general \| Clasificación general \| Clasificación general \| Clasificación general \| \| Ciclista \| Ciclista \| Equipo \| Tiempo \| \| \| --------------------- \| --------------------- \| ---------------------------- \| --------------------- \| --------------------- \| \| 1.º \| Filippo Pozzato \| Katusha \| 5 h 11 min 49 s \| \| \| 2.º \| Tom Boonen \| Quick Step \| + 0 s \| \| \| 3.º \| Maxim Iglinskiy \| Astana \| + 0 s \| \| \| 4.º \| Thor Hushovd \| Cervélo TestTeam \| + 45 s \| \| \| 5.º \| Sylvain Chavanel \| Quick Step \| + 45 s \| \| \| 6.º \| Stijn Devolder \| Quick Step \| + 45 s \| \| \| 7.º \| Nick Nuyens \| Rabobank \| + 45 s \| \| \| 8.º \| George Hincapie \| Columbia-High Road \| + 45 s \| \| \| 9.º \| Sebastian Langeveld \| Rabobank \| + 45 s \| \| \| 10.º \| Marcus Burghardt \| Columbia-High Road \| + 1 min 02 s \| \| \| 11.º \| Bernhard Eisel \| Columbia-High Road \| + 2 min 07 s \| \| \| 12.º \| Yoann Offredo \| La Française des jeux \| + 2 min 13 s \| \| \| 13.º \| Juan Antonio Flecha \| Rabobank \| + 2 min 18 s \| \| \| 14.º \| Grega Bole \| Amica Chips-Knauf \| + 2 min 59 s \| \| \| 15.º \| Niki Terpstra \| Team Milram \| + 2 min 59 s \| \| \| 16.º \| Heinrich Haussler \| Cervélo TestTeam \| + 2 min 59 s \| \| \| 17.º \| Johnny Hoogerland \| Vacansoleil \| + 2 min 59 s \| \| \| 18.º \| Marco Bandiera \| Lampre-NGC \| + 2 min 59 s \| \| \| 19.º \| Kristof Goddaert \| Topsport Vlaanderen-Mercator \| + 2 min 59 s \| \| \| 20.º \| Dmitriy Muravyev \| Astana \| + 2 min 59 s \| \| |                     |                              |                 |
| |                     |                              |                 |
| Fuente: ProCyclingStats |                     |                              |                 |
| Clasificación general |                     |                              |                 |
| Ciclista | Ciclista            | Equipo                       | Tiempo          |
| 1.º | Filippo Pozzato     | Katusha                      | 5 h 11 min 49 s |
| 2.º | Tom Boonen          | Quick Step                   | + 0 s           |
| 3.º | Maxim Iglinskiy     | Astana                       | + 0 s           |
| 4.º | Thor Hushovd        | Cervélo TestTeam             | + 45 s          |
| 5.º | Sylvain Chavanel    | Quick Step                   | + 45 s          |
| 6.º | Stijn Devolder      | Quick Step                   | + 45 s          |
| 7.º | Nick Nuyens         | Rabobank                     | + 45 s          |
| 8.º | George Hincapie     | Columbia-High Road           | + 45 s          |
| 9.º | Sebastian Langeveld | Rabobank                     | + 45 s          |
| 10.º | Marcus Burghardt    | Columbia-High Road           | + 1 min 02 s    |
| 11.º | Bernhard Eisel      | Columbia-High Road           | + 2 min 07 s    |
| 12.º | Yoann Offredo       | La Française des jeux        | + 2 min 13 s    |
| 13.º | Juan Antonio Flecha | Rabobank                     | + 2 min 18 s    |
| 14.º | Grega Bole          | Amica Chips-Knauf            | + 2 min 59 s    |
| 15.º | Niki Terpstra       | Team Milram                  | + 2 min 59 s    |
| 16.º | Heinrich Haussler   | Cervélo TestTeam             | + 2 min 59 s    |
| 17.º | Johnny Hoogerland   | Vacansoleil                  | + 2 min 59 s    |
| 18.º | Marco Bandiera      | Lampre-NGC                   | + 2 min 59 s    |
| 19.º | Kristof Goddaert    | Topsport Vlaanderen-Mercator | + 2 min 59 s    |
| 20.º | Dmitriy Muravyev    | Astana                       | + 2 min 59 s    |